# Айбарская волость
Айба́рская во́лость (также Джанболду-Конратская) — административно-территориальная единица в составе Перекопского уезда Таврической губернии. Образована в 1860-х годах, после земской реформы Александра II, как часть Таврической губернии, в основном, из деревень Агъярской, Кокчора-Киятской и Эльвигазанской волостей. В труде профессора А. Н. Козловского 1867 года «Сведения о количестве и качестве воды в селениях, деревнях и колониях Таврической губернии» волость названа Джанболду-Конратской (более ни в одном доступном документе такое название не встречается), там же приведён список селений на начало 1860-х годов, численность населения приведена по «Списку населённых мест Таврической губернии по сведениям 1864 года», согласно которой в 67 селениях проживало 1879 человек.

## Состав и население волости на 1864 год
Часть селений к 1864 году уже опустела, в результате эмиграции крымских татар, особенно массовой после Крымской войны 1853—1856 годов, в Турцию и встречается только в книге А. Н. Козловского:

| - Алабаш-Конрат - Байборю - Биюк-Бурчи - Джамин - Кенегез | - Кучук-Онлар - Муллар-Эли - Паша-Чакмак - Таук - Ташлы-Конрат |

## Волость на 1886 год
На 1886 год, согласно справочнику «Волости и важнѣйшія селенія Европейской Россіи», том VIII, в волости числилось 4838 жителей (2606 мужчин и 2232 женщины), площадь земель составляла 120 962 десятины (1109 км²), из которой 16 088 десятин пахотной. Действовало 1 сельское общество, включающее 6 деревень (132 двора и 913 жителей). К 1887 году волость была упразднена, а поселения переданы в состав, в основном, Григоревской и, частично, Александровской волостей.
.